# Guillaume Desdames
Guillaume Desdames (in Polen Wilhelm Desdames; * um 1622; † 1. Juni 1692 in Krakau, Königreich Polen) war ein französischer römisch-katholischer Priester und Ordensbruder der Missionare vom heiligen Vinzenz von Paul (Lazaristen). Er war Superior mehrerer Konvente des Ordens in Polen, Leiter des Priesterseminars und Propst in Chełmno.

## Leben
Guillaume Desdames stammte aus Rouen. 1645 trat er im Alter von 23 Jahren in den Orden der Lazaristen ein und wurde dort 1648 zum Mönch und Priester geweiht.
1651 war Desdames in einer kleinen Gruppe, die in Warschau den ersten Konvent des Ordens in Polen gründete. 1652 wurde er wahrscheinlich Superior (Leiter) der Niederlassung in Sokółka, dann in Warschau (1653–1654, 1658–1668). 1659 wurde er nach Frankreich zurückberufen.
1676 war Guillaume Desdames wieder in Polen, als Superior der neuen Niederlassung in Chełmno. In dieser Funktion übernahm er im folgenden Jahr auch die Leitung des Priesterseminars und der städtischen Schule, sowie 1680  der Propstei der Stadtkirche St. Marien.
1685 war Dssdames erneut in Frankreich bei der Generalversammlung des Ordens. Als er 1692 starb, war er Superior in Krakau.
Guillaume Desdames konnte kein Polnisch, als er in das Land kam, übersetzte aber später ein französisches Gebetbuch in diese Sprache.